# スカンジナビスカ・エンスキルダ・バンケン
スカンジナビスカ・エンスキルダ・バンケン（スカンジナビア・エンスキルダ銀行、スウェーデン語: Skandinaviska Enskilda Banken AB、通称SEB）は、スウェーデン・ストックホルムに本社を置く銀行。スウェーデンの主要銀行の一つである。商業銀行としての側面に加え、資産運用や生命保険業務も取り扱う。ナスダック・ストックホルム上場企業。

## 沿革
SEBの前身は1856年、ヴァレンベリ家のアンドレ・オスキャル・ヴァレンベリ（André Oscar Wallenberg）により、ストックホルム最初の民間による銀行として設立されたStockholms Enskilda Bankである。1915年に同社は中心街のKungsträdgårdsgatan沿いに本社を移転、1972年にSkandinaviska Bankenと合併し、現在の名称となった。
1990年代にスウェーデンの金融機関は深刻な不況に陥るが、SEBは公的資金投入を受けることなく不況を克服、1996年にインターネットバンキングを開始、1998年、トレードネームをSE-Bankenから現在のSEBに変更した。2000年にドイツのBfG銀行を買収、さらに年末までにエストニアのEesti Ühispank、ラトビアのLatvijas Unibank、リトアニアのVilniaus Bankasを一挙に100％子会社化した。2001年にスウェーデンの大手銀行であるスウェドバンクとの合併交渉が行われたが、強大化を問題視する欧州委員会の介入により阻止された。
その後2010年、BfG銀行をスペインのサンタンデール銀行に売却するが、現在までSEBはスウェーデンとバルト三国を主な地盤とし、ニューヨークやロンドン、香港などの国際拠点を維持している。